# Vùng văn hóa Ấn Độ
Vùng văn hóa Ấn Độ hay Ấn quyển (tiếng Anh: Indosphere, chữ Hán: 印圈) là một thuật ngữ do nhà ngôn ngữ học James Matisoff đặt ra để chỉ các vùng chịu ảnh hưởng về ngôn ngữ và văn hóa Ấn Độ ở các khu vực Nam, Đông Nam và Đông Á lân cận. Nó thường được sử dụng trong ngôn ngữ học khu vực trái ngược với Vùng văn hóa Á Đông (Hán quyển).

## Ảnh hưởng
Nhóm ngôn ngữ Tạng-Miến, trải rộng trên một phạm vi địa lý rộng lớn, được đặc trưng bởi sự đa dạng lớn về loại hình, bao gồm các ngôn ngữ có thanh điệu cao, đơn âm tiết, mang tính phân tích và thực tế không có hình thái phụ tố, như các ngôn ngữ Lô Lô, cho đến loại có thanh điệu nhẹ hoặc các ngôn ngữ phi âm với hệ thống hình thái thỏa thuận bằng lời nói phức tạp, như nhóm Kiranti của Nepal. Sự đa dạng này một phần được giải thích do ảnh hưởng khu vực của một mặt từ tiếng Trung Quốc và mặt khác từ các ngôn ngữ Ấn-Arya. Matisoff đề xuất hai khu vực rộng lớn và chồng chéo nhau kết hợp các đặc điểm văn hóa và ngôn ngữ - "Hán quyển" và "Ấn quyển", lần lượt chịu ảnh hưởng của Trung Quốc và Ấn Độ. Một vùng đệm giữa họ với tư cách là nhóm thứ ba được đề xuất bởi Kristine A. Hildebrandt, tiếp theo là đề xuất của B. Bickel và J. Nichols. Vùng văn hóa Ấn Độ bị chi phối bởi các ngôn ngữ Ấn.

Vùng lịch sử ảnh hưởng bởi văn hóa Ấn Độ của Đại Ấn trong việc tiếp nhận tôn giáo, âm nhạc, nghệ thuật và ẩm thực.

Một số ngôn ngữ và nền văn hóa chắc chắn thuộc về "Hán quyển" hoặc "Ấn quyển". Ví dụ, các nhánh Munda và Khasi của ngữ hệ Nam Á, các ngôn ngữ Tạng-Miến ở Đông Nepal, và phần lớn nhóm "Kamarupan" của Tạng-Miến, trong đó đáng chú ý nhất bao gồm tiếng Meitei (Manipuri), là ngữ hệ Ấn Độ; trong khi ngữ hệ Hmông–Miền, nhánh Đồng-Thuỷ của Kadai, nhánh Lô Lô của Tạng-Miến và tiếng Việt (Việt–Mường) là ngữ hệ Trung Quốc. Một số ngôn ngữ khác, như Thái và Tạng, chịu ảnh hưởng của cả văn hóa Trung và Ấn ở các giai đoạn lịch sử khác nhau. Tuy nhiên, các cộng đồng ngôn ngữ khác lại quá xa xôi về mặt địa lý nên họ đã thoát khỏi ảnh hưởng đáng kể từ cả hai. Ví dụ, nhánh Asli của Môn–Khmer ở Malaya, hoặc nhánh Nicobar của Mon–Khmer ở Quần đảo Nicobar của Ấn Độ Dương cho thấy rất ít ảnh hưởng của "Hán quyển" hoặc "Ấn quyển". Các ngôn ngữ Bod và Kham có đặc điểm lai tạp thuộc tính ngữ điệu giống như các ngôn ngữ tính "Ấn quyển" có liên quan ở phía tây và cả các ngôn ngữ tính "Hán quyển" ở phía đông. Một số ngôn ngữ thuộc nhóm Kiranti trong "Ấn quyển" được xếp hạng trong số các ngôn ngữ phức tạp nhất về mặt hình thái ở châu Á.
Ảnh hưởng văn hóa, trí tuệ và chính trị của Ấn Độ - đặc biệt là hệ thống chữ viết Pallava - bắt đầu thâm nhập vào Đông Nam Á lục địa và Đông Nam Á hải đảo vào khoảng 2.000 năm trước. Hệ thống chữ Ấn đầu tiên được chấp nhận bởi ngôn ngữ Nam Đảo, như tiếng Java và tiếng Chăm, và Nam Á, như tiếng Khmer và tiếng Môn, sau đó là Thái (tiếng Xiêm và tiếng Lào) và Tạng-Miến (tiếng Pyu, tiếng Miến và tiếng Karen). Các ngôn ngữ "Ấn quyển" cũng được tìm thấy ở Đông Nam Á lục địa (MSEA), được định nghĩa là khu vực bao gồm Lào, Campuchia và Thái Lan, cũng như một phần của Miến Điện, Bán đảo Malaysia và Việt Nam. Các chữ viết liên quan cũng được tìm thấy ở các đảo Đông Nam Á, từ Sumatra, Java, Bali, nam Sulawesi và hầu hết Philippines. Từ vựng học thuật trong tiếng Khmer, Môn, Miến và Thái/Lào bao gồm các từ có nguồn gốc từ tiếng Pali hoặc tiếng Phạn. Ảnh hưởng của Ấn Độ cũng lan rộng về phía bắc tới khu vực Himalaya. Người Tây Tạng đã sử dụng chữ Ranjana từ năm 600 Công nguyên, nhưng lại thích học từ vựng tôn giáo và kỹ thuật mới có tính bản địa hơn là vay mượn từ Ấn Độ. Các đế quốc Chăm, được gọi chung là Chăm Pa, được thành lập vào khoảng cuối thế kỷ thứ 2, trực tiếp thuộc về "Ấn quyển", chứ không phải thuộc "Hán quyển", nơi đã định hình rất nhiều đối với văn hóa Việt Nam và ảnh hưởng gián tiếp người Chăm về sau.